# John Thomas Serres
John Thomas Serres (geb. Dezember 1759 in London; gest. am 28. Dezember 1825 in Edinburgh) war ein englischer Marinemaler. Er stellte häufig in der Royal Academy of Arts aus und malte zeitweise im Auftrag Georgs III. und Georgs IV.

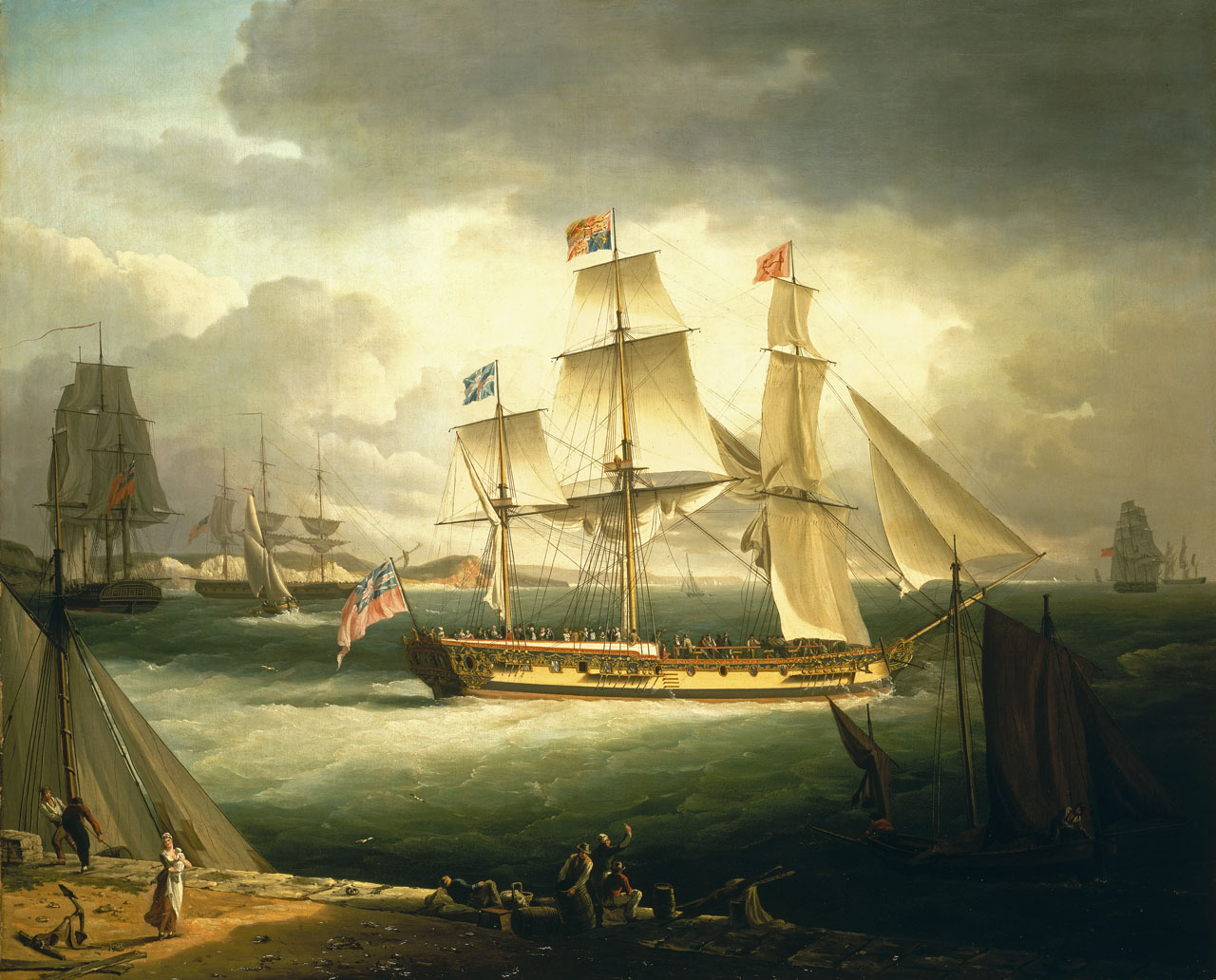
The Royal Sovereign (1809), Gemälde von John Thomas Serres im National Maritime Museum, Greenwich

## Leben
John Thomas wurde im Dezember 1759 als Sohn des französischstämmigen Marinemalers Dominic Serres geboren. Sein Vater hatte in jungen Jahren gegen den Willen seiner Eltern die Gascogne verlassen und war von Spanien aus zur See gefahren. In der Karibik geriet er in britische Kriegsgefangenschaft und wurde nach Großbritannien gebracht, wo er heiratete und sich niederließ. Die Familie lebte zunächst in Northamptonshire, zog aber vor John Thomas’ Geburt nach London, wo Dominic Serres im Jahr 1768 einer der Mitbegründer der Royal Academy of Arts wurde. John Thomas hatte vier Schwestern und einen Bruder. Er war das älteste Kind der Familie und das einzige, das seinem Vater als Marinemaler beruflich nachfolgte. Durch Vermittlung eines Gönners seines Vaters bekam John Thomas im Jahr 1779 eine Anstellung als Zeichenlehrer an der „Maritime school for boys“ in Paddington, wo er vermutlich bis zum Zeitpunkt der Schließung im Jahr 1787 angestellt war.

### Reisen

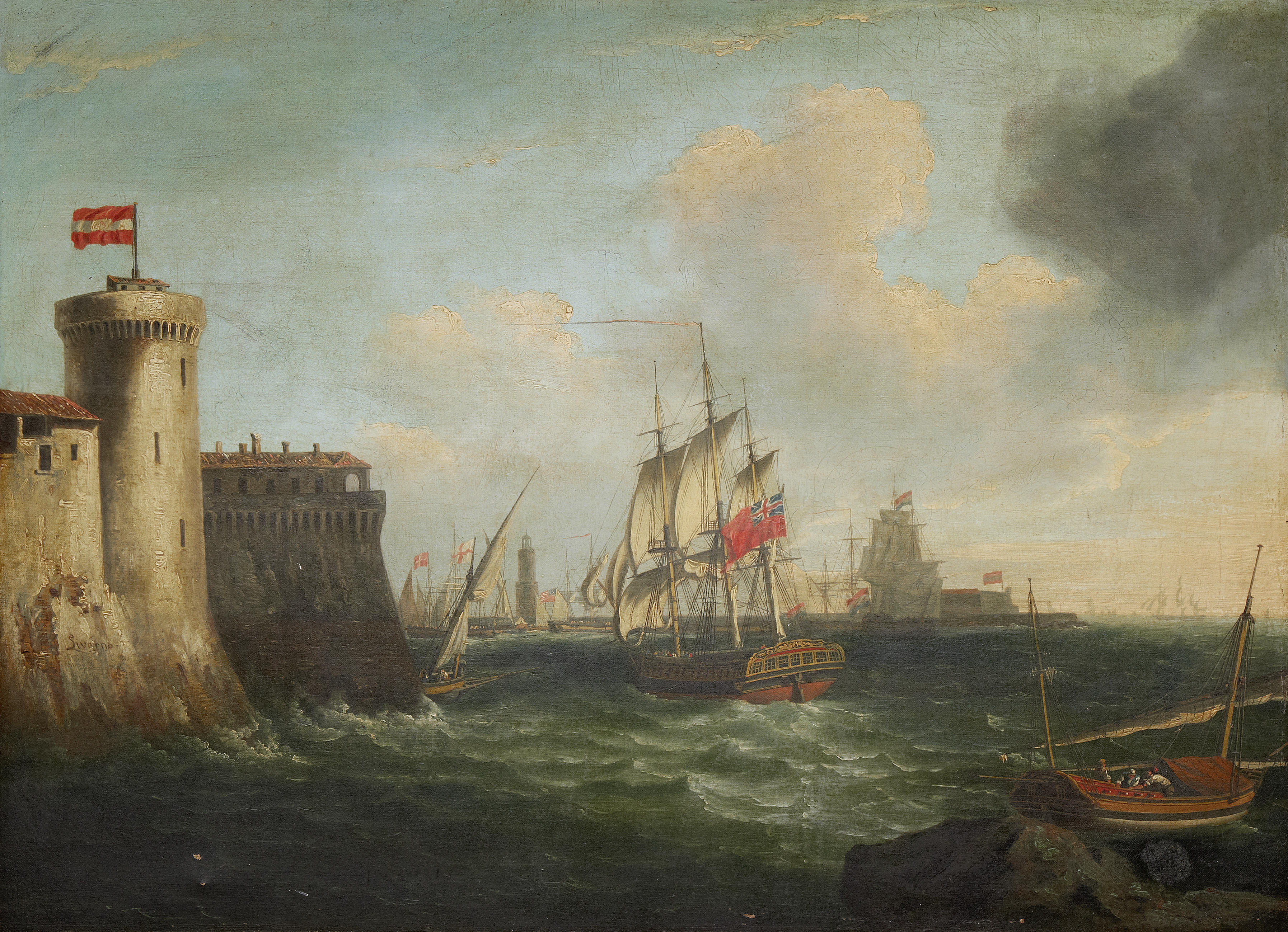
Vessel entering Livorno (1800)

Wie sein Vater vor ihm unternahm auch John Thomas Serres ab 1787 ausgedehnte Reisen durch Europa. Er malte im Zuge seiner Aufenthalte in Deutschland und Irland die Küstenansichten von Cuxhaven, Glückstadt, Hamburg, Dublin und Waterford. Zudem bereiste er Anfang der 1790er Jahre Europa und hielt sich in Paris, Neapel und Rom auf.

### Familie
Im Jahr 1791 heiratete er eine Schülerin, die 19-jährige Olivia Wilmot. Das Ehepaar zog an den Portman Square im Londoner Stadtteil Marylebone. dort kam im Dezember 1792 der Sohn John Dominick South zur Welt, gefolgt von der ersten Tochter Mary Estrella Olivia im Dezember 1793. Olivia gebar sechs weitere Kinder, von denen jedoch nur zwei überlebten: Die im Jahr 1797 geborene Lavinia und Britannia, die im Januar 1802 zur Welt kam. Zwischen 1796 und 1798 siedelte die Familie von London nach Liverpool über und zog in das Haus des Graveurs Moses Haughton.
Seine Ehefrau Olivia Serres machte sich ebenfalls einen Namen als Malerin und stellte Landschaftsgemälde in der Royal Academy und der British Institution aus. Allerdings gestaltete sich die Ehe als schwierig und konfliktbeladen, denn Olivia warf ihrem Gatten oft Untreue vor, und pflegte einen Lebensstil, der erheblich über dessen Ressourcen hinausging. Zudem hatte sie die Vorstellung entwickelt, eine uneheliche Tochter des Herzogs von Cumberland zu sein. Das Ehepaar ließ sich im Jahr 1805 scheiden.

### Karriere

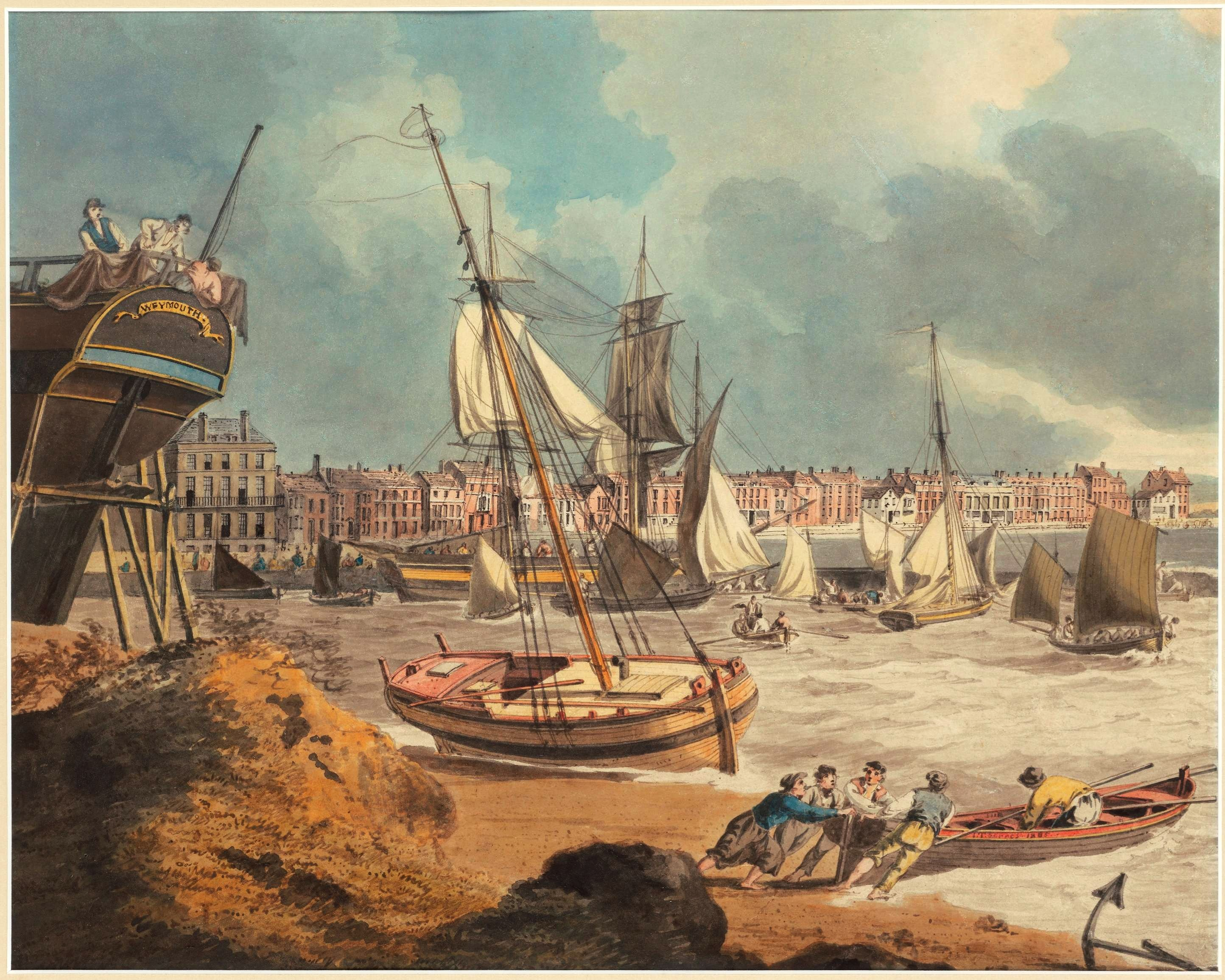
The Harbour at Weymouth (1805)

Nach dem Tode Dominic Serres’ folgte er seinem Vater als königlicher Marinemaler. Zudem wurde er im Jahr 1800 „Marine Draughtsman“ und malte im Auftrag der Admiralität unter anderem die Küsten von Spanien, Frankreich, sowie des Mittelmeeres. Unter dem Titel The little Sea Torch („Das kleine Leuchtfeuer“) veröffentlichte er im Jahr 1801 eine illustrierte Navigationshilfe auf Basis dieser Arbeiten, die zudem auch Standorte von Leuchttürmen und Lagepläne größerer Häfen enthielt. Als „Master of drawing“ arbeitete Serres als Zeichenlehrer in der Chelsea Naval School in London. Zu Anschauungszwecken stellte er im Rahmen dieser Lehrtätigkeit Grafiken von Schiffsteilen zusammen, die er im Jahr 1805 unter dem Titel Liber Nauticus and Instructor in the Art of Marine Drawing veröffentlichte.
Obwohl John Thomas Serres regelmäßig Werke in der Royal Academy of Arts ausstellte, wurde er nie Mitglied.

### Finanzieller und gesellschaftlicher Ruin

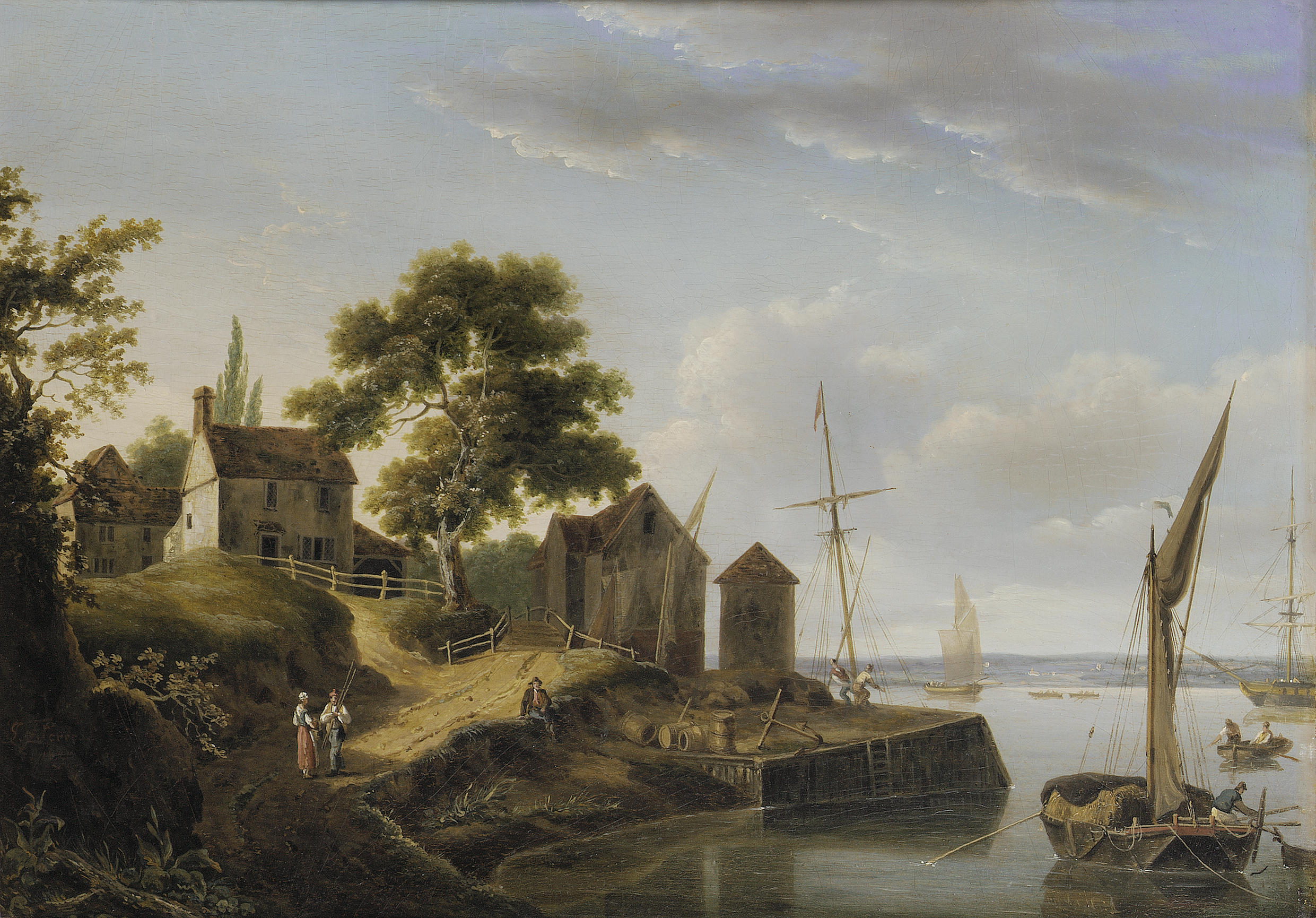
A riverside hamlet (1821)

Trotz der Scheidung von Olivia, die sich in der Gesellschaft inzwischen den spöttischen Spitznamen „Prinzessin Olivia of Cumberland“ erworben hatte, wurde Serres weiterhin für ihre Schulden zur Verantwortung gezogen. Schließlich entschloss er sich, England zu verlassen und zog nach Schottland. Ab 1808 kam er zunehmend in finanzielle Schwierigkeiten, und als ihn Olivias Anwälte in Edinburgh ausfindig machten und wegen ihrer ausstehenden Honorare verklagten, wurde Serres sogar aufgrund der Verpflichtungen seiner Exfrau inhaftiert. Von 1817 bis 1819 versuchte Serres sich als Theaterbetreiber. Mit einer Investition von 2.000 Pfund beteiligte er sich an der Eröffnung eines Theaters in Newington auf der Südseite der Themse. Dabei kooperierte er mit zwei weiteren Investoren bei der Gründung des „Royal Coburg Theatre“. Der Name ging auf das frischvermählte Prinzenpaar Charlotte Augusta von Wales und Leopold von Sachsen-Coburg zurück, die Serres aufgrund seiner Beziehungen zum Hofe als Schirmherren gewinnen konnte. Serres gestaltete einen thematischen Raum innerhalb des Theaters mit Bezugnahme auf maritime Motive, sowie einer Darstellung der Bombardierung Algiers und entwarf auch einige Kulissen. Im Jahr 1822 geriet das Theater in erhebliche finanzielle Schwierigkeiten, einer der Geschäftspartner, der Direktor Joseph Glossop, flüchtete ins Ausland und Serres Investition ging vollständig verloren. Dass er weiterhin zudem mit den als peinlich und skandalös empfundenen Aktionen seiner ehemaligen Gattin Olivia Serres in Verbindung gebracht wurde, erschwerte ihm – neben den damit verbundenen finanziellen Schwierigkeiten – den gesellschaftlichen Umgang. Olivia hatte inzwischen eine große Menge an gefälschten Dokumenten vorgelegt, fuhr in einer gemieteten Kutsche, auf die sie ihr eigenes Wappen gemalt hatte, durch London und verwies darauf, als „königliche Hoheit“ nicht verklagt werden zu dürfen. In der Folge wurde auch Serres gesellschaftlich geschnitten und seinen Bitten um Audienz wurde nicht stattgegeben.

### Tod

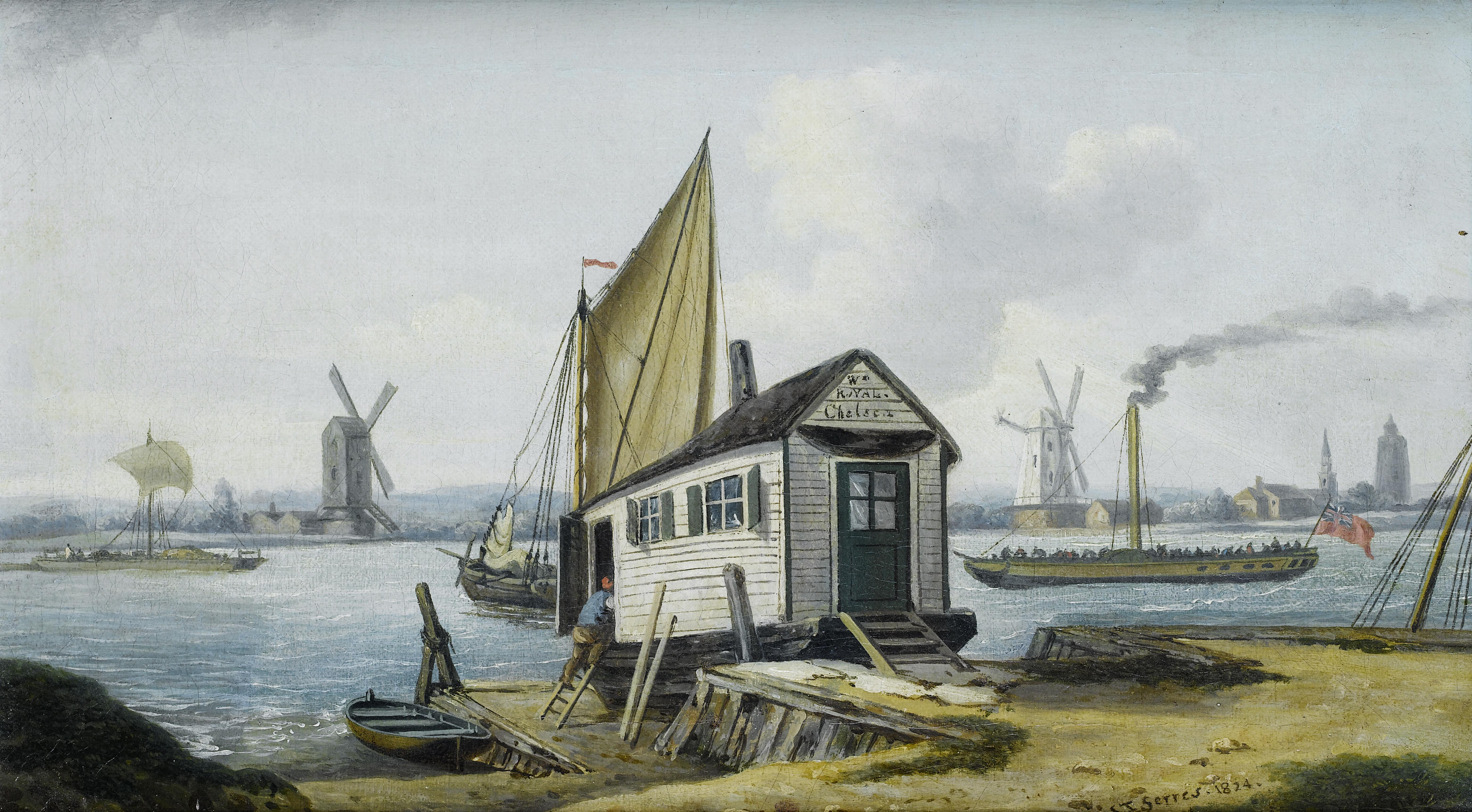
Royal Chelsea ferryhouse (1824)

Im Jahr 1818 wurde Serres wegen Verschuldung in Edinburgh inhaftiert. Beim Besuch Georgs IV. in Schottland war er im Jahr 1822 nicht mehr vollumfänglich in der Lage, seine Aufgabe als königlicher Marinemaler wahrzunehmen, hielt das Ereignis aber in Wasserfarben fest. Seine Auslagen musste er, obwohl offiziell immer noch als königlicher Marienmaler beauftragt, selber tragen. Drei Jahre später starb er im Schuldgefängnis. Der Maler William Beechey setzte sich erfolgreich dafür ein, dass die Royal Society of Arts mit 20 Pfund Sterling für das Begräbnis aufkam.
John Thomas Serres wurde neben seinen Eltern beigesetzt.

## Liber Nauticus
Im Jahr 1805 veröffentlichte John Thomas Serres in London ein Buch mit seinen Arbeiten und einigen Werken seines Vaters Dominic Serres unter dem Titel Liber Nauticus and Instructor in the Art of Marine Drawing. Der Titel des Werkes nahm Bezug auf das etwa 30 Jahre vorher erschienene Liber Veritatis, in dem Bilder des Landschaftsmalers Claude Lorrain beispielhaft zusammengefasst waren, und das die Landschaftsmalerei dieser Epoche nachhaltig beeinflusst hatte.
Serres veröffentlichte das Liber Nauticus in zwei Bänden in Zusammenarbeit mit dem Verleger und Graveur Edward Orme. Im zweiten Teil, der 1807 erschien, finden sich 24 Drucke der Werke von John Thomas’ Vater. Diese wurden in Aquatinta ausgeführt, wodurch insbesondere der Seegang besonders gut zur Geltung kommt. Eine weitere Besonderheit des zweiten Teils des Liber Nauticus ist, dass auf jedem Bild, neben dem jeweils titelgebenden Schiff im Vordergrund, weitere Schiffe zu sehen sind. Auf die Vielzahl der so dargestellten Schiffe machte der Herausgeber im Vorwort aufmerksam mit den Worten: ...there is scarcely any kind of bark, which floats on the water, that is not delineated... („Es gibt aktuell keinen Schiffstyp, der nicht dargestellt ist“).

## Werke
John Thomas Serres war einer der erfolgreichsten und angesehensten Marinemaler des 18. Jahrhunderts. Er stellte über 100 seiner Bilder in der Royal Academy of Arts und der British Institution aus. Auch heute sind seine Werke noch in zahlreichen Museen zu sehen. Hier eine Auswahl:
National Gallery of Art, Washington D.C.
- Fishing Boats on Shore, Man with Oars, Ship in distance (1803)

Tate Gallery, London
- Whitby (Datum unbekannt)
- Dutch Coast Scene (1795)
- A Rock by the Sea (Datum unbekannt)
- The Courtyard of an Inn at Tivoli (Datum unbekannt)

National Maritime Museum, Greenwich
- Third Rates in a Rough Sea (Datum unbekannt)
- The ‚Royal Sovereign‘ (1804)

Walker Art Gallery, Liverpool
- View of Liverpool from the Fort with a Ship on Fire (Datum unbekannt)